# Nestor (författare)

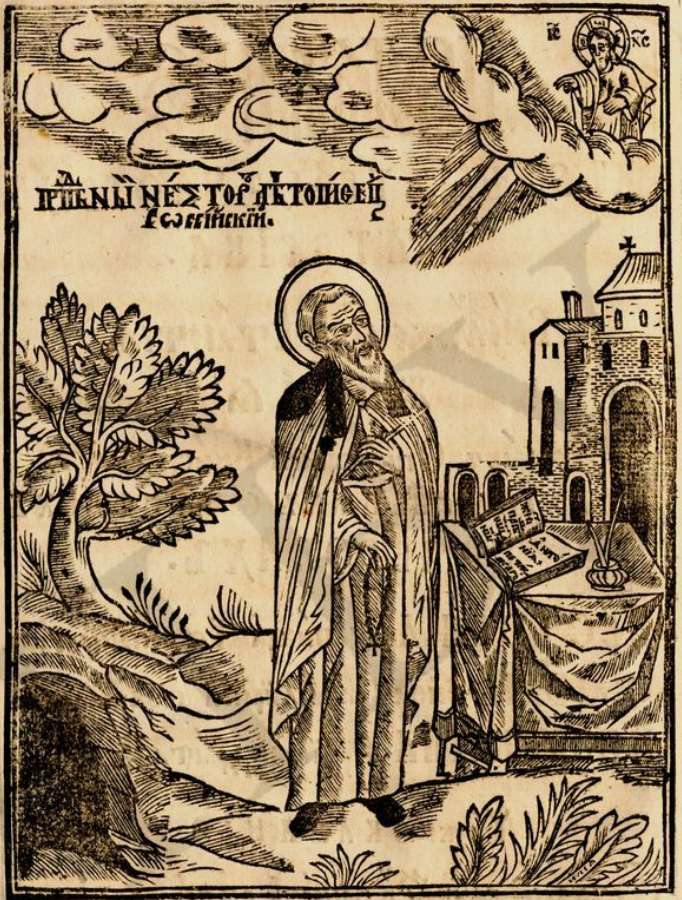
Nestor (författare), 1661

Nestor (fornkyrkoslaviska: Нестор), född 1056, död omkring 1114, var en östslavisk munk och författare. 
Nestor inträdde 1073 i Petjerskaklostret i Kiev, det så kallade Grottklostret, och blev där senare diakon. Han nämns 1091 som en bland de tre personer, vilka fick i uppdrag att uppsöka kvarlevorna av Theodosius av Kiev, den ene av klostrets grundläggare och dess förste föreståndare. Detta är allt vad man med någon säkerhet vet om hans person. 
Nestor är författare till stilistiskt och sakligt intressanta biografier över Boris och Gleb (utgivna av Izmail Sreznevskij 1860), Vladimirs söner, som mördades av brodern Sviatopolk och senare ansågs som helgon, samt över den nyss nämnde Theodosius (utgiven av Osip Bodjanskij 1858). 
Han synes vara den, som först börjat uppteckna och samla de helgonlegender, som i senare bearbetningar bilda Petjerskaklostrets "paterikon". Traditionen tillskriver honom jämväl författarskapet till den äldsta samlingen av krönikartade uppteckningar, den gamla kievska Nestorskrönikan eller Povêsti vremennych lêt (Berättelse om tidiga år), som den efter inledningsorden nu vanligen kallas, vilken i olika redaktioner börjar de flesta andra ryska krönikor. Den nyare kritiken har emellertid visat, att Nestor omöjligen kan vara dess författare.[källa behövs]